# Ideoblothrus seychellesensis
Ideoblothrus seychellesensis är en spindeldjursart som först beskrevs av Chamberlin 1930.  Ideoblothrus seychellesensis ingår i släktet Ideoblothrus och familjen spinnklokrypare. Inga underarter finns listade i Catalogue of Life.